# IBM TopView
TopView（トップビュー） は、IBMが1985年にリリースしたテキストモードのPC DOS （MS-DOS） 用タスクスイッチャー。他の様々なグラフィカル環境に対抗するため、IBMはTopViewの完成前（1984年にPCの新製品を出荷した頃）に発表を行った。

## 概要
IBMは新機種の計算能力とメモリ容量（6MHz の Intel 80286、バージョン02では512KBのRAM）をうまく活用するには、何らかのマルチタスク環境が必要だと考えていた。新機種が未だに8088エミュレーションモードで動作していて、CPUの新機能であるマルチタスクやプロテクトモードを使ったオペレーティングシステムが品揃えとして存在していないことに驚いた顧客に対して、IBMが用意した答えが TopView だった。しかし、新機種の販売にはTopViewは不可欠というわけではないことが判明し、製品としては短命に終わった。
TopViewはx86プロセッサ上のリアルモードで動作し、正しく実装されたMS-DOS用プログラムをウィンドウ上で動作させることができる。Intel 80386で登場した各種仮想化機能は全く使っていない。
TopViewでは、MS-DOS用プログラムをマルチタスク環境でどのように実行すべきか（特に不要なリソースをそのプログラムに与えずに他のプログラム用に残しておくための情報）を定義したPIF （Program Information File） ファイルを導入した。PIFファイルは後にDESQviewやMicrosoft Windowsに拡張され継承された。
IBMはTopViewが使いやすいGUIになると約束していたが、それは実現しなかった。それ以前にMicrosoft Windowsが最初からグラフィックスを使っていて、市場に受け入れられた。
TopViewはMS-DOS 2.x上で動作し、3.0以降では動作しない。

## 影響
PC DOS (MS-DOS) 用のタスクスイッチャーとしては、上述のDESQviewやMicrosoft Windowsの他、1988年のIBM DOS 4.0 (MS-DOS 4.0) 標準のDOSシェル (DOSSHELL) や、1992年のOS/2 2.0標準のMVDMなどがある。
また1990年のDOS/VはTopViewインターフェースを使用した。